# Seppiana
Seppiana – miejscowość i gmina we Włoszech, w regionie Piemont, w prowincji Cusio Ossola. Położona około 120 kilometrów na północny wschód od Turynu i około 30 kilometrów na północny zachód od Verbanii.
Według danych na rok 2004 gminę zamieszkiwały 182 osoby, 36,4 os./km².